# Paul Mourioux
Paul Mourioux né le 28 février 1989 à Longjumeau ou Angoulême[réf. nécessaire], est un joueur puis entraîneur français de handball.

## Biographie
Issu du centre de formation du HBC Nantes, il évoluait principalement au poste de demi-centre. Surnommé le "couteau suisse", il pouvait s'adapter pour jouer sur les autres postes mais peine à s'imposer à Nantes et rejoint l'USAM Nîmes Gard en 2013 puis le Billère Handball en 2016. Il évolue ensuite à Bruges (N2/N1) devenu Bruges Lormont Handball et y a joué jusqu'à la montée en D2 de l’équipe en 2022. 
Il se reconverti alors comme entraîneur de beach handball, à la tête de l'équipe de France U16 entre 2022 et 2023 puis de l'équipe de France A à compter de septembre 2023.